# Казанская провинция
Каза́нская прови́нция — провинция Казанской губернии Российской империи, существовавшая в 1719—1775 годы. Центр — город Казань.
Казанская провинция была образована в составе Казанской губернии по указу Петра I «Об устройстве губерний и об определении в оныя правителей» в 1719 году. В состав провинции были включены города Казань и Уржум. По ревизии 1710 года в провинции насчитывалось 8,9 тыс. крестьянских дворов и 39,5 ясачных дворов.
В ноябре 1775 года деление губерний на провинции было отменено.